# 平針台
平針台（ひらばりだい）は、愛知県名古屋市天白区の地名。現行行政地名は平針台一丁目及び平針台二丁目。住居表示未実施。

## 地理
名古屋市天白区の南東部に位置し、一丁目と二丁目は互いに隣接しておらず、間に天白町大字平針がある。二丁目の東は平針南、一丁目の西は高島に接する。

## 歴史

### 沿革
- 1998年（平成10年）11月14日 - 天白区天白町大字平針の一部より、同区平針台一丁目が成立[1]。
- 2004年（平成16年）10月9日 - 天白町大字平針字黒石の一部により平針台二丁目が成立し、また天白町大字平針字黒石の一部が平針台一丁目に編入される[WEB 6]。
- 2023年（令和5年）11月18日 - 天白町大字平針字黒石の一部が平針台一丁目に編入される[WEB 7]。

## 世帯数と人口
2019年（平成31年）1月1日現在の世帯数と人口は以下の通りである。
| 丁目         | 世帯数  | 人口    |
| ------------ | ------- | ------- |
| 平針台一丁目 | 365世帯 | 932人   |
| 平針台二丁目 | 90世帯  | 232人   |
| 計           | 455世帯 | 1,164人 |

### 人口の変遷
国勢調査による人口の推移
| 2000年（平成12年） | 903人   | [ WEB 8 ]  |  |
| 2005年（平成17年） | 1,077人 | [ WEB 9 ]  |  |
| 2010年（平成22年） | 1,104人 | [ WEB 10 ] |  |
| 2015年（平成27年） | 1,113人 | [ WEB 11 ] |  |

## 学区
市立小・中学校に通う場合、学校等は以下の通りとなる。また、公立高等学校に通う場合の学区は以下の通りとなる。
| 丁目         | 番・番地等 | 小学校                 | 中学校               | 高等学校 |
| ------------ | ---------- | ---------------------- | -------------------- | -------- |
| 平針台一丁目 | 全域       | 名古屋市立平針南小学校 | 名古屋市立平針中学校 | 尾張学区 |
| 平針台二丁目 | 全域       | 名古屋市立平針南小学校 | 名古屋市立平針中学校 | 尾張学区 |

## その他

### 日本郵便
- 郵便番号 : 468-0030[WEB 3]（集配局：天白郵便局[WEB 14]）。

### WEB
1. ↑  “愛知県名古屋市天白区の町丁・字一覧”.   人口統計ラボ. 2017年10月7日閲覧。
2. 1 2  “町・丁目(大字)別、年齢(10歳階級)別公簿人口(全市・区別)”.   名古屋市 (2019年1月23日). 2019年1月23日閲覧。
3. 1 2  “郵便番号”.  日本郵便. 2019年2月10日閲覧。
4. ↑  “市外局番の一覧”.   総務省. 2019年1月6日閲覧。
5. 1 2  名古屋市役所スポーツ市民局地域振興部住民課町名表示係 (2015年10月21日). “天白区の町名一覧”.   名古屋市. 2017年10月7日閲覧。
6. ↑  名古屋市役所スポーツ市民局地域振興部住民課町名表示係 (2013年6月6日). “緑区・天白区の一部で区界及び町名・町界変更を実施(平成16年10月9日実施)”.   名古屋市. 2018年4月4日閲覧。
7. ↑  名古屋市役所スポーツ市民局地域振興部住民課町名表示係 (2023年10月6日). “名古屋市天白区天白町の一部で町名・町界整理を実施（令和5年11月18日実施）”.   名古屋市. 2024年1月27日閲覧。
8. ↑  名古屋市役所総務局企画部統計課統計係 (2005年7月1日). “（刊行物）名古屋の町(大字)・丁目別人口 (平成12年国勢調査) 天白区” (xls). 2017年10月8日閲覧。
9. ↑  名古屋市役所総務局企画部統計課統計係 (2007年6月29日). “平成17年国勢調査　名古屋の町(大字)別・年齢別人口 天白区” (xls). 2017年10月8日閲覧。
10. ↑  名古屋市役所総務局企画部統計課統計係 (2012年6月29日). “平成22年国勢調査　名古屋の町(大字)別・年齢別人口 天白区” (xls). 2017年10月8日閲覧。
11. ↑  名古屋市役所総務局企画部統計課統計係 (2017年7月7日). “平成27年国勢調査　名古屋の町(大字)別・年齢別人口” (xls). 2017年10月8日閲覧。
12. ↑  “市立小・中学校の通学区域一覧”.   名古屋市 (2018年11月10日). 2019年1月14日閲覧。
13. ↑  “平成29年度以降の愛知県公立高等学校（全日制課程）入学者選抜における通学区域並びに群及びグループ分け案について”.   愛知県教育委員会 (2015年2月16日). 2019年1月14日閲覧。
14. ↑  郵便番号簿 平成29年度版 - 日本郵便. 2019年02月10日閲覧 (PDF)

### 文献
1. 1 2  『広報なごや No.611（天白区版）』名古屋市、1998年11月1日、10頁。